# Trichlorure de phosphore
Le trichlorure de phosphore est un composé de formule chimique PCl3 à géométrie moléculaire pyramidale trigonale. Il est le plus important des trois chlorures de phosphore et un important composé de l'industrie chimique, étant utilisé pour la production de composés organophosphorés pour une vaste gamme d'applications. 31P possède dans ce composé un signal en RMN autour de +220 ppm, avec pour référence un acide phosphorique standard.

## Propriétés

### Réactions d'oxydoréduction
PCl3 est un précurseur d'autres composés du phosphore, subissant des oxydations en pentachlorure de phosphore (PCl5), chlorure de thiophosphoryle (PSCl3) ou oxychlorure de phosphore (POCl3).
Si une décharge électrique passe à travers un mélange de vapeur de PCl3 et de gaz d'hydrogène, un chlorure de phosphore peu répandu est formé, tétrachlorure de diphosphore (P2Cl4).

### PCl3comme électrophile
Le trichlorure de phosphore est le précurseur de composés organophosphorés qui contiennent un ou plusieurs atomes P(III), notamment des phosphites et des phosphonates. Ces composés ne contiennent généralement pas les atomes de chlore trouvés dans PCl3.
PCl3 réagit rapidement et de manière exothermique avec l'eau en formant de l'acide phosphoreux (H3PO3) et  HCl :
PCl3 + 3 H2O → H3PO3 + 3 HCl.
Un grand nombre de réactions de substitution similaires sont connus,  la plus importante de ces dernière étant la formation d'organophosphites par réaction avec des alcools ou des phénols.  Par exemple, avec du phénol, du phosphite de triphényle (en) est formé :
3 PhOH  +  PCl3  →  P(OPh)3  +  3 HCl
où "Ph" désigne le groupe phényle , -C6H5.  Des alcools comme l'éthanol réagissent de manière semblable en présence d'une base telle une amine tertiaire :
PCl3  +  3 EtOH  +  3 R3N   →   P(OEt)3  +  3 R3NH+Cl−.
Des nombreux composés pouvant être préparé de manière similaire, le phosphite de triisopropyle est un exemple.
Cependant, en l'absence d'une base, la réaction produit de l'acide phosphoreux et un chlorure d'alkyle, selon la stœchiométrie suivante :
PCl3  +  3 C2H5OH →  3 C2H5Cl + H3PO3.

### PCl3comme nucléophile
Le trichlorure de phosphore possède un doublet non liant et peut par conséquent réagir comme une base de Lewis, par exemple avec l'acide de Lewis BBr3 il forme un adduit 1:1, Br3B−−+PCl3. Des complexes comme Ni(PCl3)4 sont connus.  Cette basicité de Lewis est exploité dans une voie de synthèse de composés organophosphorés utilisant un chlorure d'alkyle et du chlorure d'aluminium :
PCl3  +  RCl  +  AlCl3  →  RPCl+
3 + AlCl−
4.
Le RPCl+
3 produit peut ensuite être décomposé avec de l'eau pour produire un dichlorure alkylphosphonique RP(=O)Cl2.

### Autres
- potentiel d'ionisation = 9,91 eV[1]
- tension de surface = 27,98 mN/m à 25 °C;  24,81 mN/m à 50 °C[1]
- chaleur de vaporisation = 30,5 kJ/mol[1]
- température du point critique = 285,5 °C[1]

## Synthèse
La production mondiale dépasse un tiers d'un million de tonnes. 
Le trichlorure de phosphore est synthétisé industriellement à partir de la réaction entre le chlore et une solution à reflux de phosphore blanc avec élimination en continu de PCl3 une fois formé (dans le but d'éviter la formation de PCl5) :
P4  +  6 Cl2  →  4 PCl3.
La production industrielle de trichlorure de phosphore est contrôlée par la Chemical Weapons Convention où il est listé comme schedule 3. Au laboratoire, il est plus pratique d'utiliser le phosphore rouge, moins toxique. 

### Production aux États-Unis
- 1972 : 57 600 tonnes[1]
- 1975 : 75 000 tonnes[1]
- 1984 : 81 400 tonnes[1]

## Utilisations
PCl3 a une importance directe en tant que précurseur de PCl5, POCl3 et PSCl3, qui possèdent de nombreuses applications en tant que, entre autres, plastifiants, herbicides, insecticides, aditifs pour carburant et retardateurs de flammes.
Par exemple, l'oxydation de PCl3 donne POCl3, utilisé pour la fabrication du phosphate de triphényle et du phosphate de tricrésyle, qui ont des applications en tant que retardateurs de flamme et plastifiants pour PVC.  Ils sont aussi utilisés dans la synthèse d'insecticides comme le diazinon. 
PCl3 est le précurseur du triphénylphosphine pour la réaction de Wittig et des organophosphites pouvant être utilisés comme des intermédiaires industriels ou utilisés dans la réaction de Horner-Wadsworth-Emmons, les deux étant d'importantes méthodes pour la synthèse d'alcènes.  PCl3 peut être utilisé pour la fabrication de l'oxyde de trioctylphosphine (TOPO), utilisé en tant qu'agent d'extraction, bien que le TOPO puisse aussi être synthétisé à partir de la phosphine.
PCl3 est aussi utilisé directement comme réactif en synthèse organique.  Il est utilisé pour la conversion des alcools primaires et secondaires  en composés organochlorés ou des acides carboxyliques en chlorures d'acyle bien que le chlorure de thionyle donne généralement de meilleurs rendements que PCl3.

## Précautions
PCl3 est toxique : une concentration de 600 ppm est létal en seulement quelques minutes.  PCl3 est considéré comme très toxique et corrosif par la Directive 67/548/EEC et les  phrases de risque R14, R26/28, R35 et R48/20 sont obligatoires.